# Vema
Vema is een geslacht van weekdieren uit de familie van de Neopilinidae.

## Soorten
- Vema bacescui (Menzies, 1968)
- Vema ewingi (Clarke & Menzies, 1959)
- Vema levinae Warén, 1996
- Vema occidua B. A. Marshall, 2006